# Люби и властвуй
«Люби и властвуй» — первый роман тетралогии о «Своде Равновесия» Александра Зорича. Впервые издан в 1998 году издательством ЭКСМО. В украинском переводе роман издан под названием «Офицер магічної безпеки».

## Сюжет
Действие романа происходит в мире Сармонтазара через 600 лет после событий, описанных в трилогии «Пути Звезднорождённых». Власть над Кругом Земель принадлежит Своду Равновесия — сильнейшему полувоенному ордену Великого княжества Варан. Назначение Свода — искоренять и предупреждать любые проявления магии и колдовства. Свод также обязан непрестанно искать, забирать и ликвидировать все магические предметы. Главного героя зовут Эгин. Он служит офицером Свода Равновесия. В его служебные обязанности входит поиск и искоренение любых проявлений магии. Эгин оказывается участником масштабного магического и государственного заговора, и ему приходится стать хозяином древнего боевого механизма, обладающего огромной магической силой. Колдовская машина для убийств имеет собственную волю и соображения по поводу того, кого ей нужно ликвидировать. Задача Эгина — остановить чудовищный механизм, поскольку от этого зависит жизнь его близкого человека.

## Главы романа
Глава 1. Дуэль

Глава 2. Изумрудный Трепет

Глава 3. Вербелина исс Аран

Глава 4. Вечеринка

Глава 5. Внутренняя Секира

Глава 6. Свод Равновесия

## Игра
В апреле 2009 года издательством «Новый Диск» была выпущена компьютерная игра «Свод равновесия: Бельтион», в основу её сюжета вошла тетралогия «Свод Равновесия». Сценарист игры — Александр Зорич, разработчики — Rostok Games.

## Издания
- Александр Зорич. Люби и властвуй: Роман. — М.: ЭКСМО-Пресс, 1998. — 440 с. — (Абсолютная магия).
- Александр Зорич. Люби и властвуй: Роман. — М.: Центрполиграф, 2001. — 490 с. — (Перекресток богов).
- Александр Зорич. Люби и властвуй. — М.: АСТ, 2006. — 416 с. — (Заклятые миры).
- Александр Зорич. Люби и властвуй. Ты победил. — М.: АСТ, 2007. — 800 с. — (Звездный лабиринт: Коллекция).

### Материалы
- Лингвистический анализ текста
- Книга на сайте Александра Зорича
- «Люби и властвуй» в электронном варианте
- Энциклопедия, том 2: Свод Равновесия

### Рецензии
- В.Пузий. Жил-был инквизитор…
- И.Черный. Пути демиургов
- А.Епанчин. Четыре «есть» и четыре «нет» Александра Зорича (очерк творчества)
- Е.Лисицын. Влюбленные маги Александра Зорича